# André Fontes
André Filipe Pereira Fontes (Tábua, 27 maggio 1985) è un ex calciatore portoghese, di ruolo centrocampista.

## Carriera
Ha giocato nella massima serie portoghese.